# Luis Somoza Debayle
Luis Anastasio Somoza Debayle, född 18 november 1922 i León, död 13 april 1967 i Managua, var Nicaraguas president och diktator 1956–1963 men förblev landets verklige makthavare fram till sin död. Han var son till Anastasio Somoza García och äldre bror till Anastasio Somoza Debayle. Han var Nicaraguas andre president som kom från den mäktiga familjen Somoza.
Han tillträdde som president efter faderns död den 29 september 1956. Trots att han aldrig visade något intresse för att lämna ifrån sig familjen Somozas grepp om makten försökte Luis under sin tid som president till viss del lätta på det hårda och repressiva styre som hans far tillämpat; detta orsakade en konflikt mellan Luis och hans yngre bror Anastasio som istället ville stärka familjen Somozas grepp om makten. Anastasio var under sin brors tid som president chef för  Nicaraguas mäktiga nationalgarde som utgjorde familjen Somozas maktbas och därmed den regimens näst högste ledare. Många av Luis försök till liberaliseringar gick om intet på grund av en korrupt och ineffektiv administration och ständigt motarbetande från hans mäktiga lillebror.
Vid presidentvalet 1963 valde han att inte ställa upp för omval. Ny president blev istället René Schick som dock förblev en lojal marionett till familjen Somoza. Luis Somoza Debayle fortsatte därmed vara den som innehade den verkliga makten i landet fram till sin död. 
Han avled 1967 av en hjärtinfarkt endast 44 år gammal. Senare samma år tillträdde hans bror Anastasio Somoza Debayle som president.